# Paul Unruh
Paul R. Unruh (Toulon, Illinois, 7 de mayo de 1928-Peoria, Illinois, 8 de diciembre de 2023) fue un jugador de baloncesto estadounidense. Con 1,93 metros de estatura, jugaba en la posición de alero.

## Trayectoria deportiva

### Universidad
Jugó durante cuatro temporadas con los Braves de la Universidad de Bradley, en las que promedió 14,2 puntos por partido. En sus dos últimas temporadas fue incluido en el mejor quinteto de la Missouri Valley Conference. En 1950 fue además incluido en el primer equipo All-American consensuado. Acabó su carrera como máximo anotador histórico de los Braves con 1822 puntos, y llevó a su equipo a lograr 112 victorias en 135 encuentros disputados.

### Profesional
Fue elegido en la vigésima posición del Draft de la NBA de 1950 por Indianapolis Olympians, pero fue llamado para realizar el servicio militar en el Ejército de los Estados Unidos, perdiéndose la oportunidad de ganar la medalla de oro en los Juegos Olímpicos de Helsinki 1952. a su regreso acabó jugando de forma semiprofesional en los Peoria Cats de la National Alliance of Basketball Leagues.